# Fredede fortidsminder i Vordingborg Kommune
Denne liste over fredede fortidsminder i Vordingborg Kommune viser alle fredede fortidsminder i Vordingborg Kommune. Listen bygger på data fra Kulturarvsstyrelsen.